# Țifra, Alba
Țifra (în maghiară Cifrafogadó) este un sat ce aparține municipiului Aiud din județul Alba, Transilvania, România.

## Așezare
Mica localitate (sub 200 locuitori) se găsește la 4 km sud de Aiud, respectiv la 0,5 km est de satul Gârbova de Jos.

## Istoric
Satul nu apare pe Harta Iosefină a Transilvaniei din 1769-1773.
Este atestat documentar abia din anul 1913.